# Hrvatski mediji u Bosni i Hercegovini
Hrvati u Bosni i Hercegovini imaju svoje medije: tiskovine, radio, televizijske postaje, agencije i internetske portale.

## Radio i televizija
Današnja uređivačka politika dosta je pod stegom Neovisnog povjerenstva za medije (IMC), koji je osnovan Odlukom visokog predstavnika za BiH 11. lipnja 1998. godine. Povjerenstvo je odredilo Kodeks za uređivanje televizijskog i radio programa, koji je na snazi od 1. kolovoza 1998. godine. Dopunjavan je 9. lipnja i 8. rujna 1999. i 10. veljače 2000. Kodeksom su određena pravila i standardi u svezi s programskim sadržajem koja se odnose na televizijske i radijske kuće (koja emitiraju program na teritoriju BiH) te na njihovo osoblje u Bosni i Hercegovini. Određen je tako da se usuglasi s pravom na slobodu izražavanja, 
kako je predviđeno Europskom konvencijom o ljudskim pravima i drugim instrumentima navedenim u Ustavu Bosne i Hercegovine, istovremeno poštujući općenito prihvaćene standarde pristojnosti, nediskriminacije, pravednosti i točnosti. Kodeks obuhvaća pitanja kao što su "poticanje, predstavljanje i profiliranje etničke, nacionalne ili vjerske netrpeljivosti i nasilja, budući da je sprječavanje ovakvih aktivnosti od vitalnog interesa za dobrobit naroda Bosne i Hercegovine." Kodeks je obuhvatio i reklame i najave emisija. Kodeks je izvrsno zamišljen, no njegovo sprovođenje bilo je ponekad pod utjecajem trenutnih politika velikih europskih i svjetskih sila.

### Radio postaje
Hrvati su pioniri radija u Bosni i Hercegovini. Radio Zagreb slabo se čuo, a Hrvatski krugoval (nacionalizirani Radio Zagreb) 1943. pokrenuo je područne postaje u Sarajevu i Banjoj Luci. Krugovalna postaja Sarajevo počela je emitirati 14. srpnja 1942. (poglavnikov rođendan), radila cijelog rata i čujnost je bila 300 kilometara oko Sarajeva. Prvi javni prijenos ostvarila je iz Travnika 19. prosinca 1943. sa svečanosti predaje odlikovanja Zagrebačke konjičke pukovnije. 10. travnja 1945. pokrenuto je partizansko Radio Sarajevo, četiri dana nakon što su Titovi partizani oslobodili glavni grad BiH.
Hrvati u BiH 1990. godinu dočekali s pet radijskih postaja: Radio Posušje (utemeljeno 1984.), Radio Livno (utemeljeno 1979.), HR Orašje (1978.), HR-Radiopostaja Mostar (1969.), HR Čapljina (1976.). Sveukupno je do 1990. medijski prostor BiH pokrivala RTV Sarajevo s informativnim centrima u Banjoj Luci, Tuzli, Mostaru i Bišću te 52 općinske-lokalne radijske postaje koje su bile povezane s RTV Sarajevom.
Najveći dio današnjih postaja nastao je demokratizacijskim procesima i raspadom SFRJ 1990-ih. Od 1990. nastao je pravi pluralizam u radijskom sustavu bez ikakve kontrole, pa se razvilo 206 radijskih postaja. Djelovanjem Regulatorne agencije za komunikacije broj postaja u BiH spao je do 2011. na 144, od čega 65 javnih (30 pod nadzorom Bošnjaka, 18 pod nadzorom Hrvata i 17 pod nadzorom Srba) i 79 privatnih (64 pod nadzorom Bošnjaka, 50 pod nadzorom Srba i 30 pod nadzorom Hrvata). Od 1998. međunarodna zajednica elektronske medije nadzire preko Neovisnog povjerenstva za medije. Do 1996. kod svih naroda medije obilježila je samostalnost, sloboda govora, ali i gubitak profesionalnosti i stručnosti, svatko je imao svoju istinu i problem nacional-militantnog novinarstva. OESS te godine osniva Povjerenstvo eksperata za medije.
Godine 1998. djelovalo je 28 hrvatskih radijskih postaja, od čega tri privatne: Radio Dobre Vibracije – Mostar, Obiteljski radio Valentino – Nove Ravne i Radio Dupin iz Neuma. Preostalih 25 su javne državne odnosno lokalne radijske stanice. Uređivačku politiku dosta je formirao HDZ BiH. Hrvatski radio Herceg-Bosne tad je bio karaktera državne postaje, a preostale 24 lokalne. Prosjek novinara zaposlenih u postaji bio je tek 4 po postaji. Najviše zaposlenih imale su HR Herceg-Bosne, HR Mostar i Radio Soli u Tuzli. Njih tri imale su 87 zaposlenih. Mali je bio broj diplomiranih novinara. Javne hrvatske radijske postaje bile su: Radio Posušje, Radio Kupres, HR-Radio županija posavske-radiopostaje Odžak, HR Herceg-Bosne, Radio Livno, HR-radiopostaja Soli Tuzla, HR Jajce, Radio Vrhbosna Sarajevo, Radio Nove Ravne, HR Busovača, HR Orašje, HR-radiopostaja Žepče, HR-radiopostaja Usora, HR Novi Travnik, HR-radiopostaja Uskoplje, HR-Radiopostaja Mostar, Radio Rama, HRT Kiseljak-radiopostaja Kiseljak, HR Ljubuški, HR Široki Brijeg, HR Čapljina, HRTV “Lašva-radiopostaja Vitez, Radio Tomislavgrad, Radiopostaja Drvar i HR “Bobovac”. Satnica emitiranja varirala je od postaje do postaje.
U Grudama od 11. studenoga 1998. redovni program emitira Radio Grude. Nakon gašenja Radiopostaje Novi Travnik krajem 2009., njen pravni sljednik Drukčiji radio emitira od 21. studenoga 2013. godine. U Breškama od 27. prosinca 2013. redovni program emitira Zavičajni radio Breške.

### Televizijske postaje
Godine 1998. na prostoru Federacije BiH pod hrvatskom kontrolom Hrvati su imali šest televizijskih postaja: RTV Herceg-Bosne, HRT Kiseljak (TV KISS), HTV Mostar, HTV Novi Travnik, HTV Ljubuški i HTV Tomislavgrad. Vlastiti program nisu imale HTV Ljubuški i HTV Tomislavgrad. Najveću gledanost i utjecaj imala je HRTV Herceg Bosne, koja je imala jednu vlastitu informativnu emisiju te kontaktne emisije.
Od 10. travnja 2009. program emitira Posavina TV (Posavska televizija). Prva internetska televizija u BiH je komercijalna postaja Hrvata, Prvi TV koja je emitirala svoj program od 2014. do 2019. godine. Od 2016. do 2019. godine svoj je program emitirala Naša TV. Dana 1. srpnja 2019. nakon niza akvizicija s programom je počela RTV Herceg-Bosne.

## Tisak
Međunarodna zajednica uspostavila je regulatorna tijela. Tiskovne medije nadzire Vijeće za tisak.
Godine 1998. na prostoru pod hrvatskom kontrolom u Federaciji BiH postojala su dva tjednika, mostarski Horizont, list u vlasništvu Privatnog nakladničkog poduzeća, i sarajevska Hrvatska riječ. Politički su naginjali HDZ-u. na prostoru pod hrvatskom kontrolom u Federaciji BiH nije bio izlazio ni jedan hrvatski dnevni list. Slobodna Dalmacija i Večernji list pokrivali su medijsku prazninu velikim brojem svojih stranica posvećenih BiH. Stalna dopisništva u BiH imala su tad Slobodna Dalmacija u Mostaru i Sarajevu, a Večernji list u Širokom Brijegu.
Sredinom 1997. godine Hrvati su imali veliki broj mjesečnih i periodičnih listova ili pregleda, njih 35: iz Sarajeva – Stećak, Hrvatska misao, Domovina (list Bošnjačko-hrvatskog zajedništva), iz Ljubuškog – Sokol, iz Posušja – Branimir, iz Ravne Brčko – Nove Ravne, iz Travnika Nove Bile – Hrvatska misao, iz Čitluka – Glas Brotnja, iz Viteza – Privrednik, Viteški kalendar, iz Orašja – Posavski glasnik i Posavski list, iz Mostara – Gospodarski glasnik, Financijski propisi i praksa, Motrišta, Statistički bilten, Šalji dalje, Osvit, Polet, Mostariensia, Znanstveni glasnik, Naš glas, Službeno glasilo Općinskog vijeća općine Mostar, Mladež, Gimnazijalac, Pink Oglasnik, Forum, iz Livna – Livanjski pregled, iz Vareša – Bobovac, iz Zenice – Plavi pogled, Krijesnica, iz Banje Luke – Glas sjeverozapadne Bosne, iz Novog Travnika – Novi, iz Kiseljaka – Jastreb, iz Tuzle – Hrvatski glasnik.
Brojci treba pridodati župne, biskupijske i sjemenišne listove.

## Agencije
Godine 1998. na prostoru pod hrvatskom kontrolom u Federaciji BiH postojale su tri domaće izvještajne agencije: HABENA (Hercegbosanska novinska agencija), KIUM (Katolički informativni ured Mostar) i KTA (Katolička tiskovna agencija Sarajevo). HINA iz RH imala je u Mostaru i Sarajevu.

## Internetski portali
Danas djeluje veći broj hrvatskih internetskih portala: HercegBosna.org – Portal Hrvata Bosne i Hercegovine, Dnevnik.ba, Poskok.info, Hrvatski Medijski Servis – hms.ba, vecernji.ba, Livno Novine, Livno Online, Relax Livno, Tomislav City, Portal Kockice, hercegovina.info, Dnevno.ba, Uskoplje.net, Usora Portal, Volim Jajce, SirokiBrijeg.info, Ramski internet portal, Boboška, ARTinfo Kiseljak, Stolac Portal, Posušje.net, Total Vitez, Glas Jajca, Udruga Hrvata Vareša, Busovača.net, croportal.ba, Posavski obzor, Pougarje Online, Središnja Bosna, Lašvanska dolina, Kupres Portal, Žepče info, SirokiBrig.com, Brotnjo.info, Vitez.info, Grude Online, Ljubuški portal, Čapljinski portal, Kreševo info, Bljesak.info, kraljeva-sutjeska.com, abcportal.info, Prometej.ba i dr.

## Vanjske poveznice
- (srp.) [neaktivna poveznica] Medijsko pravo u BiH, Internews in Bosnia and Herzegovina